# ムーンレイカー (伝承)
ムーンレイカー (moonrakers) とは、イギリスのウィルトシャー州の人、または馬鹿者・阿呆者を表す英語の古典的隠語である。
ムーン (moon) は「月」、レイク (rake) は「熊手」を意味し、直訳すると「ムーンレイカー」とは「熊手を使って月を集める人」となる。

## 元となった伝承
ある満月が煌々と照る晩、ある村の外れを密輸品業者たちが夜道を急いでいた。彼らは高価な品物を樽の中に隠し、これをロバに積んで運んでいた。
しかし、ある池のほとりでロバが急停止し、その拍子に樽が外れて池に落ちてしまった。男達は辺りにあった熊手で何とかこの樽を岸まで引き寄せようと悪戦苦闘するが、運悪くその最中、村の税務署の役人がそこを通りかかった。
男たちは池の中から何かをすくい上げようとしているようだが、暗がりの中で池の中に見えるのは水面に映った満月だけ。役人が不審に思って事情を尋ねると、男の1人が「そこにでっけえチーズが浮いてますでしょう、あれをなんとか取れないもんかと思いやしてねえ」と機転を利かせた。すると、役人は大笑いしてその場を立ち去った。
役人は馬鹿なムーンレイカー達の笑い話をことあるごとに友人達に話して回った。しかし、本当に最後に笑ったのは密輸業者達だった。